# Nordjylland
Vùng Bắc Đan Mạch hay vùng Nordjylland (tiếng Đan Mạch: Region Nordjylland) là một vùng hành chính của Đan Mạch trong cuộc cải cách hành chính trên quy mô toàn quốc vào năm 2007.
Vùng Nordjylland bao gồm hạt cũ Nordjylland cộng với nhiều phần của hạt cũ Viborg (các khu tự quản cũ Aalestrup, Hanstholm, Morsø, Sydthy, Thisted), và nửa phía tây của khu tự quản cũ Mariager (thuộc huyện cũ Aarhus).